# Spaanse parlementsverkiezingen 1977
De Spaanse parlementsverkiezingen van 1977 vonden op 15 juni van dat jaar plaats. Het waren de eerste democratische verkiezingen in veertig jaar tijd. Tijdens het regime van dictator Francisco Franco (1936-1975) vonden wel regelmatig verkiezingen plaats, maar deze voldeden niet aan de algemeen democratische spelregels.
De verkiezingen werden gewonnen door de Unie van het Democratische Centrum van premier Adolfo Suárez. De UDC was een partij die een jaar eerder was opgericht onder de auspiciën van de overgangsregering die na de dood van Franco (1975) was ingesteld. De partij bestond uit christendemocraten, liberalen, sociaaldemocraten en conservatieven en beschikte niet over een homogene ideologie. De UDC verkreeg een absolute meerderheid in de Senaat en verwierf bijna een meerderheid in het Congres van Afgevaardigden.

## Uitslagen

### Congres van Afgevaardigden
| Politieke partij      | Politieke partij | Lijsttrekker                | Stemmen    | Percentage | Zetels | Verschil | Opmerking                                             |
| --------------------- | --- | --------------------------- | ---------- | ---------- | ------ | -------- | ----------------------------------------------------- |
|                       | Unión de Centro Democrático (UDC) (Unie van het Democratische Centrum)                                               | Adolfo Suárez               | 6.310.391  | 34,44%     | 165    | -        | Centrum/centrumrechtse coalitie van kleinere partijen |
|                       | Partido Socialista Obrero Español (PSOE) (Socialistische Arbeiderspartij van Spanje)                                 | Felipe González             | 5.371.866  | 29,32%     | 118    | -        | Centrumlinks kartel met de Socialistes de Catalunya   |
|                       | Partido Comunista de España (PCE) (Communistische Partij van Spanje)                                                 | Santiago Carrillo           | 1.709.890  | 9,33%      | 20     | -        | Linkse coalitie met PSUC                              |
|                       | Alianza Popular (AP) (Volksalliantie)                                                                                | Manuel Fraga                | 1.504.771  | 8,21%      | 16     | -        |                                                       |
|                       | Pacte Democràtic per Catalunya (PDPC) (Democratisch Pact voor Catalonië)                                             | Jordi Pujol                 | 514.647    | 2,81%      | 11     | -        |                                                       |
|                       | Partido Nacionalista Vasco (PNV) (Nationalistische Partij van Baskenland)                                            | Juan de Ajuriaguerra        | 296.193    | 1,62%      | 8      | -        |                                                       |
|                       | Partido Socialista Popular–Unidad Socialista (PSP-US) (Socialistische Volkspartij - Socialistische Eenheid)          | Enrique Tierno Galván       | 816.582    | 4,48%      | 6      | -        |                                                       |
|                       | Equipo de la Democracia Cristiana (FDC-EDC) (Équipe van Christendemocraten)                                          | Joaquín Ruiz-Giménez        | 215.841    | 1,18%      | 0      | -        | Centrumcoalitie van meerdere kleine partijen          |
|                       | Unió del Centre i la Democràcia Cristiana de Catalunya (Unie van het Centrum en van Christendemocraten in Catalonië) | Antón Cañellas              | 172.791    | 0,94%      | 2      | -        |                                                       |
|                       | Esquerra de Catalunya (EC-FED) (Links Catalonië)                                                                     | Heribert Barrera            | 143.954    | 0,79%      | 1      | -        | Samen met het Frente Democrático de Izquierdas (FDI)  |
|                       | Frente Democrático de Izquierdas (FDI) (Democratische Federatie van Links)                                           | Lorenzo Benassar            | 122.608    | 0,67%      | 0      | -        | Samen met Esquerra de Catalunya                       |
|                       | Alianza Socialista Democrática (ASDCI) (Democratisch Socialistische Alliantie)                                       | Manuel Murillo              | 101.916    | 0,56%      | 0      | -        | Coalitie van kleinere partijen                        |
|                       | Agrupación Electoral de los Trabajadores (AET) (Electorale Groepering van de Arbeiders)                              | José Sanromá                | 77.575     | 0,42%      | 0      | -        |                                                       |
|                       | Alianza Nacional del 18 de Julio (AN18) (Nationale Alliantie van de 18e Juli)                                        | Raimundo Fernández-Cuesta   | 67.336     | 0,37%      | 0      | -        | Extreemrechts. Coalitie van kleinere partijen         |
|                       | Reforma Social Española (RSE) (Sociale Hervormers van Spanje)                                                        | Manuel Cantarero            | 64.241     | 0,35%      | 0      | -        |                                                       |
|                       | Euskadiko Ezkerra (EE) (Links Baskenland)                                                                            | Francisco Letamendia        | 61.417     | 0,34%      | 1      | -        | Coalitie van EIA en EMK in Baskenland                 |
|                       | Candidatura Aragonesa Independiente de Centro (CAIC) (Aragonese Onafhankelijke Centrum Kandidaten)                   | Hipólito Gómez de las Roces | 37.183     | 0,20%      | 1      | -        |                                                       |
|                       | Candidatura Independiente de Centro (INDEP) (Onafhankelijke Centrum Kandidaten)                                      | José Miguel Ortí Bordás     | 29.834     | 0,16%      | 1      | -        |                                                       |
|                       | Andere politieke partijen en lijsten                                                                                 |                             | 723.290    | 2,97%      | 0      | -        |                                                       |
| Ongeldige stemmen     | Ongeldige stemmen | Ongeldige stemmen           | 265.797    | 1,43%      | -      | -        | -                                                     |
| Onthoudingen          | Onthoudingen | Onthoudingen                | 46.248     | 0,25%      | -      | -        | -                                                     |
| Gezamenlijke uitslag: | Gezamenlijke uitslag:                                                                                                | Gezamenlijke uitslag:       | 18.324.333 | 100%       | 350    |          |                                                       |

### Senaat
| Politieke partij | Politieke partij                                                                                   | Zetels | Verschil | Opmerking                                                                              |
| ---------------- | -------------------------------------------------------------------------------------------------- | ------ | -------- | -------------------------------------------------------------------------------------- |
|                  | Unión de Centro Democrático (UDC) (Unie van het Democratische Centrum)                             | 106    | -        | Centrum/centrumrechtse coalitie van kleinere partijen                                  |
|                  | Partido Socialista Obrero Español (PSOE) (Socialistische Arbeiderspartij van Spanje)               | 35     | -        |                                                                                        |
|                  | Senado Democrático (SD) (Democratische Senatoren)                                                  | 16     | -        | Coalitie samengesteld uit kleinere partijen en leden van de PSOE en de PCE             |
|                  | Entesa dels Catalans (EC) (Entente der Catalanen)                                                  | 12     | -        | Coalitie samengesteld uit kleinere partijen en leden van de PSOE, de PSUC, de ERC etc. |
|                  | Frente Autonómico (FE) (Autonoom Front)                                                            | 10     | -        | Coalitie samengesteld uit kleinere, Baskische partijen en leden van de PNV etc.        |
|                  | Candidatura Democrática Gallega (CDG) (Democratische Gallicische Kandidaten)                       | 3      | -        | Coalitie samengesteld uit voornamelijk sociaaldemocraten afkomstig uit Galicië         |
|                  | Candidatura Aragonesa de Unidad Democrática (CAUD) (Verenigde Democratische Kandidaten uit Aragon) | 3      | -        | Coalitie samengesteld uit voornamelijk sociaaldemocraten afkomstig uit Aragon          |
|                  | Partido Popular (AP) (Volksalliantie)                                                              | 2      | -        |                                                                                        |
|                  | Partido Socialista Popular (PSP) (Socialistische Volksalliantie)                                   | 2      | -        |                                                                                        |
|                  | Democràcia i Catalunya (DC) (Democratie in Catalonië)                                              | 2      | -        | CDC                                                                                    |
|                  | Euskadiko Ezkerra (EE) (Links Baskenland)                                                          | 1      | -        |                                                                                        |
|                  | Candidatura Aragonesa Independiente de Centro (CAIC) (Aragonese Onafhankelijke Centrum Kandidaten) | 1      | -        |                                                                                        |
|                  | Rioja Democrática (Rode Democraten)                                                                | 1      | -        |                                                                                        |
|                  | Asamblea Majorera (Verzamelde Meerderheid)                                                         | 1      | -        | Kandidaat afkomstig van de Canarische eilanden                                         |
|                  | Fuerza Democrática de Santander (FDS) (Democratische Krachten van Santander)                       | 1      | -        | ID                                                                                     |
|                  | Onafhankelijke lijsten                                                                             | 11     | -        |                                                                                        |
|                  | Door de koning aangewezen senatoren                                                                | 41     | -        | Voornamelijk senatoren voor de UDC                                                     |
|                  | Totaal                                                                                             | 207    | -        | -                                                                                      |

## Nasleep
Suárez vormde na de verkiezingen een door de UDC gedomineerd kabinet. Dit kabinet zorgde ervoor dat de democratische grondwet van 1978 werd aangenomen. De volgende verkiezingen vonden plaats in 1979.